# Edoardo Amaldi (nave)
La Edoardo Amaldi, o Automated Transfer Vehicle 003 (ATV-003), fue un vehículo espacial europeo de suministros que recibe su nombre del científico italiano Edoardo Amaldi. que fue lanzado el 23 de marzo de 2012 y se acopló al módulo ruso de la ISS el 29 de marzo de 2012 en una misión para proveer a la Estación Espacial Internacional (ISS) con combustibles, agua, aire, y otros cargamentos. Es el tercer ATV, el primero fue la Julio Verne y el segundo la Johannes Kepler. Reentró en la atmósfera terrestre el 3 de octubre de 2012, tras cumplir exitosamente su misión.
La Edoardo Amaldi fue construida en Bremen (Alemania) y Turín (Italia), y fue lanzada por Arianespace, en nombre de la Agencia Espacial Europea, en un cohete Ariane 5ES desde el Puerto espacial de Kourou en Kourou, Guyana francesa. 